# F-2M (БПЛА)
F-2M — український безпілотний авіаційний комплекс, призначений для розвідки і корегування вогню. Розроблений у 2019 році ТОВ «Безпілотні технології» в інтересах Військово-морських сил ЗС України. Безпілотні літальні апарати нового комплексу розраховані на катапультний запуск з борту корабля та парашутну посадку на воду. Планується його використання для розширення можливостей малих броньованих артилерійських катерів проєкту 58155..

## Історія
Комплекс було продемонстровано в Одесі до Дня Українського флоту, що святкували 7 липня 2019 року. Станом на липень 2019 року тривали державні випробування та вирішувалося питання про постановку комплексу на озброєння ВМС України.
Протягом 2019 року виконувались польоти над морем. У 2020 році була успішно випробовувана посадка літака в сітку. Розроблена оригінальна, безпечна укладка парашута[джерело?].

## Тактико-технічні характеристики[1]
- Практична стеля: 5000 метрів
- Тривалість польоту: до 12 годин
- Діапазон швидкостей: 70 — 150 км/год
- Максимальна злітна вага: 18 кг
- Крейсерська швидкість: 90-110 км/год
- Вага корисного навантаження: до 4 кг
- Радіус польоту: до 80 км

Лінії зв'язку безпілотного апарату захищені алгоритмом відповідно до стандарту AES256. Телеметрія та відео передається за стандартом НАТО STANAG 4586. Оснащується двигуном внутрішнього згоряння.